# Барраке, Жан
Жан-Анри-Альфонс Барраке́ (фр. Jean Barraqué; 17 января 1928, Пюто — 17 августа 1973, Париж) — французский композитор, музыковед
 и писатель
, который разработал индивидуальную форму сериализма.

## Биография
Родился в мелкобуржуазной семье без музыкальных традиций. После прослушивания «Неоконченной симфонии» Ф. Шуберта увлёкся музыкой.
Поступил в Парижскую консерваторию, где был учеником Жана Лангле (гармония и контрапункт) и Оливье Мессиана (1948—1951). После этого заинтересовался сериализмом.
Будучи стойким приверженцем серийной техники и пуантилизма, Барраке ставил перед собой задачи высшей степени сложности и, ориентируясь прежде всего на Бетховена, работал только в крупных, монументальных формах; его зрелое наследие состоит из шести завершенных партитур, три из которых вдохновлены философским романом Германа Броха «Смерть Вергилия».
После завершения своей «Сонаты для фортепиано» в 1952 году запретил или уничтожил свои более ранние работы. Французский музыкальный критик Андре Одер в своей книге «После Дебюсси» писал, что это произведение, возможно, лучшая соната для фортепиано со времён Бетховена, что вызвало споры вокруг Барраке.
В 1958 году написал музыку для проекта «Театр абсурда», который так и не был поставлен на сцене. 60 лет спустя, наконец, состоялась его премьера в Вене.
В 1964 году попал в автомобильную аварию, в 1968 году его квартира сгорела. На протяжении всей своей жизни страдал от слабого здоровья, но его внезапная смерть в возрасте 45 лет была неожиданной; казалось, что композитор возобновил серьёзную работу над циклом композиций, посвящённых «Смерти Вергилия».
В 1952—1956 годах у Барраке были бурные любовные отношения с философом Мишелем Фуко.

## Избранные музыкальные сочинения
- Trois Mélodies per soprano e pianoforte (1950)
- Séquence per voce, percussioni e ensemble (1950—1955)
- Piano Sonata (1950—1952)
- Etude per 3-track tape (1952—1953)
- Le Temps Restitué per soprano, coro e orchestra (1956—1968)
- … au delà du hasard  per quattro insiemi strumentali e un insieme vocale (1958—1959)
- Concerto per 6 insiemi strumentali e due strumenti solisti (1962—1968)
- Chant après Chant per 6 percussionisti, voce e pianoforte (1965—1966)